# Dasineura glyciphyli
Dasineura glyciphyli är en tvåvingeart som först beskrevs av Ewald Rübsaamen 1912.  Dasineura glyciphyli ingår i släktet Dasineura och familjen gallmyggor. Inga underarter finns listade i Catalogue of Life.